# Saimoni Rokini
Saimoni Rokini (ur. 9 grudnia 1972) – fidżyjski rugbysta, reprezentant kraju zarówno w wersji piętnasto-, jak i siedmioosobowej.
Występował w lokalnych klubach na Fidżi oraz we francuskim Stade montois.
W kadrze rugby siedmioosobowego znalazł się po naleganiach Waisale Sereviego i triumfował z nią w turniejach Hong Kong Sevens w edycjach 1998 i 1999. Występował następnie w zawodach z cyklu IRB Sevens World Series, a także w turniejach towarzyskich, m.in. Mar del Plata Sevens. W Hong Kong Sevens 2004 pełnił rolę kapitana. Uczestniczył w Igrzyskach Wspólnoty Narodów 1998, w silnie obsadzonych zawodach zdobywając srebrny medal po finałowej porażce z Nowozelandczykami.
W reprezentacji kraju w pełnej odmianie zadebiutował meczem z Japonią w maju 2000 roku, a rok później grał w Pacific Rim Championship. W 2003 roku uczestniczył w dwóch tournée Fidżyjczyków, a następnie znalazł się w składzie na Puchar Świata w Rugby 2003, nie wystąpił jednak w żadnym spotkaniu. Łącznie wystąpił w reprezentacji Fidżi w dziesięciu testmeczach oraz trzech spotkaniach z regionalnymi zespołami z Australii i Nowej Zelandii.